# 後藤寿庵

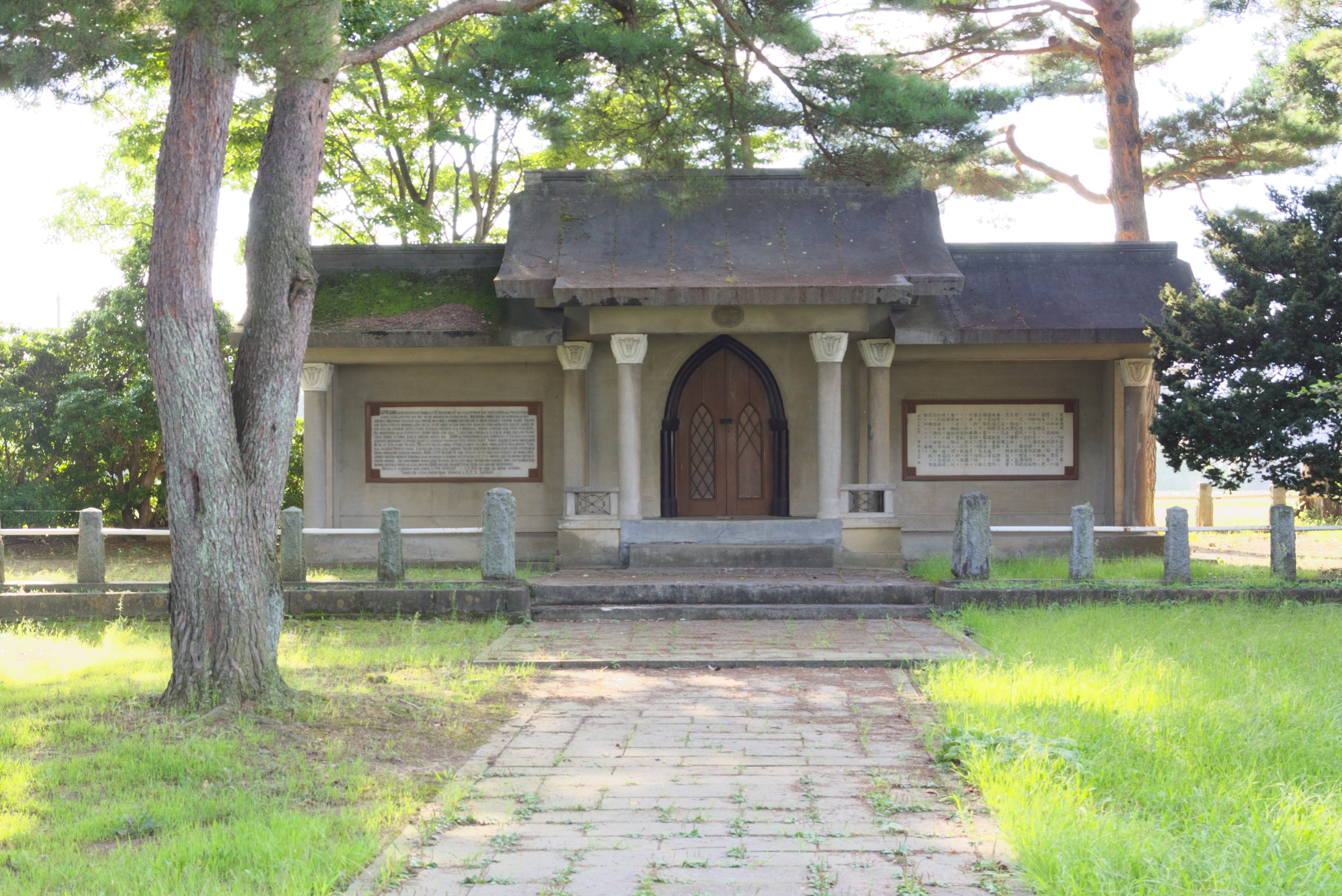
後藤寿庵廟堂(岩手県奥州市)

後藤 寿庵（ごとう じゅあん、天正5年（1577年）? - 寛永15年（1638年）?）は、安土桃山時代から江戸時代初期にかけての武将、キリスト教信者（キリシタン）。本名は岩淵又五郎。伊達氏の家臣。一説には葛西氏の旧臣。

## 生涯
陸奥国磐井郡藤沢城主・岩淵秀信の次男として誕生。
天正年間（1573年 - 1591年）、豊臣秀吉により主家・葛西氏共々岩淵氏も滅ぼされる。
慶長元年（1596年）、長崎に住みキリシタンとなるが、迫害によって五島列島宇久島に逃れ、ここで洗礼を受け、寿庵（洗礼者ヨハネの意）と名乗り、五島氏に改名する。
慶長16年（1611年）、京都の商人田中勝介と知り合い、その推薦によって、支倉常長を通じて陸奥国の戦国大名・伊達政宗に仕えた。慶長17年（1612年）、後藤信康の義弟として、見分村（現在の岩手県奥州市水沢福原）1,200石を給される。寿庵は原野だった見分村を開墾するため、大規模な用水路を造り、これが「寿庵堰」と呼ばれ現在も農業用水として胆沢平野を潤している。大坂冬の陣・夏の陣では、伊達政宗の配下として鉄砲隊の隊長を務めた。
一方で、寿庵は熱心なキリシタン領主であったため、天主堂・マリア堂などを建てた。家臣らのほとんどが信徒となり、全国から宣教師や信徒がその地に訪れたという。また元和7年（1621年）、奥羽信徒17名の筆頭として署名し、前年のローマ教皇パウルス5世の教書への返事を送った。
ところが、江戸幕府3代将軍・徳川家光の治世となると、キリスト教の禁止が厳しくなり、主君・政宗もその取り締まりを命ぜられた。寿庵を惜しんだ政宗は、布教をしない・宣教師を近づけないことを条件に信仰を許そうとしたが、寿庵はこの条件を拒否。堰の完成を待たずして陸奥南部藩に逃亡したとも、出羽秋田藩に渡って死去したとも伝えられる。その後、寿庵から用水土木技術を学んでいた弟子の千田左馬と遠藤大学の指導のもと、およそ17キロメートル分の工事が進められ、寿庵堰は寛永8年（1631年）に完成した。
大正13年（1924年）、治水の功により従五位が贈られた。昭和6年（1931年）には彼の館跡に寿庵廟堂が建てられ、毎年9月11日に寿庵祭が行なわれている。昭和26年（1951年）、宮城県登米市（東和町米川西上沢）で後藤寿庵の墓が発見されている。

## 異説
元和8年（1620年）頃、陸奥仙台藩領から出羽秋田藩領内稲庭付近に厳中と名乗る男がやってきた。厳中によりこの地域に、日月崇拝を教義とした（と伝わる）宗教が伝わった。信者らは太陽と月を崇拝し、眼の紋の入った羽織を着用した。元々は畿内が発祥であったとされているが、当時仙北地方から内陸南部にかけて、秋田藩領の鉱夫の間に瞬く間に広がったこの宗教は「大眼宗（大岩宗、大願宗とも）」と呼ばれる。
秋田藩は大眼宗を、キリスト教と同義であるとして弾圧した。元和8年（1622年）に横手城の副城代格（搦手城代）であった伊達宣宗は、領内に住んでいた教祖厳中を横手城三の丸の屋敷に招き、捕縛した。教祖捕縛の報を受けた信者百人以上が屋敷に押しかけ、役人らの乱闘の末に教祖を奪い返されてしまい、そのまま教祖は逐電した。妹尾兼忠らが活躍し一揆は鎮圧され、藩主・佐竹義宣は宗徒らを処断しない方針であったが、横手城代の須田盛秀は宗徒を数十人、磔にしている。
また、教祖捕縛の失敗の責任を取り、宣宗は秋田藩を致仕し、江戸に移り住んで逼塞した。藩は数年後に佐竹南家出身の妻を持つ彼を呼びしたが、以降領内にやはり逼塞した。
この大眼宗一揆の主導者（教祖）の厳中が寿庵と同一人物である、とする説がある。
キリスト教と同一視されたこと、また、当時の鉱山とキリスト教（南蛮技術）との関連もあり、興味深い説ではあるが、厳中と寿庵は同一人物である、ないしは寿庵がこの宗派に何らかの関わりを持っていた、とする確実な史料的裏付けはない。